# Amanda Michalka
Amanda Joy Michalka (Wisconsin Rapids, 10 april 1991) is een Amerikaans actrice en zangeres-muzikante. Ze speelt met haar zus Alyson Michalka in de band Aly & AJ.

## Discografie
Met Aly & AJ:
- Into the Rush (2005)
- Ice Princess OST (2005) (gastoptreden)
- Acoustic Hearts of Winter (2006)
- Insomniatic (2007)
- Hellcats EP OST (2010) (gastoptreden)
- Ten Years (2017, EP)

Als 78violet:
- Hothouse (2013, single)

## Filmografie
- Birds of Prey (2002) - tv-serie, 2 afl.
- The Guardian (2002-2004) - tv-serie, 14 afl.
- Oliver Beene (2003-2004) - tv-serie, 9 afl.
- General Hospital (2004) - tv-serie, 3 afl.
- Cow Belles (2006)
- Super Sweet 16: The Movie (2007)
- The Lovely Bones (2009)
- Secretariat (2010)
- Slow Moe (2010)
- Hellcats (2011) - tv-serie, 3 afl.
- Super 8 (2011)
- Salem Falls (2011) - tv-film
- Grace Unplugged (2013)
- Angels in Stardust (2014)
- Expecting Amish (2014) - tv-film
- The Goldbergs (2014-heden) - tv-serie, 77 afl.
- Weepah Way for Now (2015)
- Steven Universe (2015-2019) - animatieserie, 8 afl.
- Apple of My Eye (2017)
- Dirty Lies (2017)
- Support the Girls (2018)
- She-Ra and the Princesses of Power (2018) - animatieserie, 12 afl.
- Schooled (2019-heden) - tv-serie, 13 afl.

- Library of Congress Control Number: no2006071227
- MusicBrainz: 58f2c830-462f-4dde-843e-9adea707b771
- Virtual International Authority File: 2223598
- WorldCat: E39PBJjXpGk34pKbwRdj48VQv3